# جون بيي هولمز
جون بيي هولمز هو سياسي أمريكي، ولد في 1760، وتوفي في 5 سبتمبر 1827. انتخب عضو مجلس ولاية كارولاينا الجنوبية ‏.